# Língua ogba
Ogba (ou Olu Ogba, mobu onu Ogbah) é uma língua Volta–Niger falada por cerca de 140 mil pessoas do  povo ogba da Nigéria.

## Escrita
| Maiúsculas | Maiúsculas | Maiúsculas | Maiúsculas | Maiúsculas | Maiúsculas | Maiúsculas | Maiúsculas | Maiúsculas | Maiúsculas | Maiúsculas | Maiúsculas | Maiúsculas | Maiúsculas | Maiúsculas | Maiúsculas | Maiúsculas | Maiúsculas | Maiúsculas | Maiúsculas | Maiúsculas | Maiúsculas | Maiúsculas | Maiúsculas | Maiúsculas | Maiúsculas | Maiúsculas | Maiúsculas |
| ---------- | ---------- | ---------- | ---------- | ---------- | ---------- | ---------- | ---------- | ---------- | ---------- | ---------- | ---------- | ---------- | ---------- | ---------- | ---------- | ---------- | ---------- | ---------- | ---------- | ---------- | ---------- | ---------- | ---------- | ---------- | ---------- | ---------- | ---------- |
| A          | B          | Ch         | D          | E          | Ẹ          | F          | G          | H          | I          | Ị          | J          | K          | L          | M          | N          | O          | Ọ          | P          | R          | S          | T          | U          | Ụ          | V          | W          | Y          | Z          |
| Minúsculas |            |            |            |            |            |            |            |            |            |            |            |            |            |            |            |            |            |            |            |            |            |            |            |            |            |            |            |
| a          | b          | ch         | d          | e          | ẹ          | f          | g          | h          | i          | ị          | j          | k          | l          | m          | n          | o          | ọ          | p          | r          | s          | t          | u          | ụ          | v          | w          | y          | z          |

Certos dígrafos e trígrafos também são usados.
Os tons são indicados com sinais diacríticos:
- o tom alto é indicado pela ausência de diacrítico a, e, ẹ, i, ị, o, ọ, u, ụ}} ;
- o tom baixo é indicado com o acento grave: à, è, ẹ̀, ì, ị̀, ò, ọ̀, ù, ụ̀}} ;
- o tom descendente é indicado com o acento circunflexo: â, ê, ệ, î, ị̂, ô, ộ, û, ụ̂}} ;
- o tom baixo é indicado com o macron: ā, ē, ẹ̄, ī, ị̄, ō, ọ̄, ū, ụ̄}}.

## Amostra de texto
Marcos 14: 29-31
29.	Pità lé sà wá: “Ó̱ bú̱ri kà ó̱sá wo̱ gbà-dè-bèkàmà yí̱, mmú̱ kádí̱gú̱ yi̱ ò gbàdédé!”
30.	Jisò̱s lé Pità kwúní wá: “Ikwúní yi̱ ezukwu-okwu, yá àbàlì̱a mà ábu̱pò̱rì̱ óknó-nnù̱nù̱ gbú mgbú-é̱kwna è̱bò̱, ì̱ bì̱ gó̱-chamam ngó̱-chama e̱to̱.”
31.	Pità lé okwu kwúbèmá a-àkwúbè wá: “Ó̱ bú̱rì̱ ka m’ba snòbéyi nwu̱ anwu̱, n’ka di̱gu̱ yi̱ o̱go-chama.” Gbe̱ go̱ kà ò̱sà ndé ózni nde ò̱zô̱ ndò̱ kwùkàmà.
Observação: na ortografia utilizada no exemplo de texto, o ponto abaixo das vogais é substituído por uma linha, e o tom agudo é marcado com acento agudo (á).
Português
29.	29. Mas Pedro lhe disse: Ainda que todos se escandalizem, eu não.
30.	30. E Jesus lhe disse: Em verdade te digo que hoje, nesta noite, antes que o galo cante duas vezes, três vezes me negarás.
31.	31. Mas ele falou com mais veemência: Se eu morrer contigo, de maneira nenhuma te negarei. Da mesma forma também disseram todos eles.